# Nad Ali
Nad Ali (Paschtu/Dari: ناد علی) ist ein Distrikt in der südafghanischen Provinz Helmand.
Die Fläche beträgt 3.046 Quadratkilometer und die Einwohnerzahl 193.510 (Stand: 2022). 2006 betrug die Einwohnerzahl 235.590. Seine Bevölkerung setzt sich aus 80 % Paschtunen, 10 % Hazara, 5 % Tadschiken und 5 % Belutschen zusammen. Der Großteil des westlichen Teils des Bezirks besteht aus Wüste. Der Osten des Bezirks ist dicht bevölkert und beherbergt den Großteil seiner Einwohner, die nahe der Provinzhauptstadt Helmands, Laschkar Gah, leben.